# Бервик Рейнджерс
«Бе́рвик Рейнджерс» (англ. Berwick Rangers) — профессиональный английский футбольный клуб из города Бервик-апон-Твид, который из-за близости к шотландской границе выступает в системе футбольных лиг Шотландии. Клуб много лет был членом Шотландской профессиональной футбольной лиги, но выбыл из Второй лиги в 2019 году, проиграв в плей-офф чемпиону Лиги Хайленда «Коув Рейнджерс», и теперь играет в Лиге Лоуленда. Домашние матчи с 1954 года проводит на стадионе «Шелфилд Парк», который вмещает 4500 зрителей.

## Краткие сведения
Футбольный клуб «Бервик Рейнджерс» был официально учрежден 7 января 1884 после футбольного матча между рабочими завода в Данбаре и клерками в Ньюкасле. На протяжении большей части истории клуба считалось, что «Бервик Рейнджерс» образовались в 1881 году, хотя недавние исследования показали, что 1884 год является более вероятной датой образования. Первый матч в рамках соревнований состоялся против другой команды из Бервика «Роял Окс» 16 февраля 1884 года. «Бервик Рейнджерс» тогда победили со счетом  «два гола и два голевых момента против нуля» , как написали тогда в местной прессе. В 1905 году клуб был принят в Шотландскую футбольную ассоциацию. В 1955 году команда начала играть в Шотландской футбольной лиге.